# Valora (Portugal)
Pour l'entreprise suisse, voir Valora.
Valora est une société anonyme portugaise fondée le 20 avril 1999, elle est basée à Carregado (non loin de Lisbonne), dans un complexe appartenant à la Banque du Portugal, ouvert en 1995. Elle est spécialisée dans l'émission de billets de banque et est détenue à 75% par la Banque du Portugal et à 25% par le groupe britannique De La Rue, pour un investissement total de 20 millions d'euros. En 2003, De La Rue avait toujours une participation équivalant à 1,3 million de livres sterling dans le groupe.
L'entreprise est surtout connue pour l'émission des billets en euros portugais (1re série : code imprimeur U, code pays M ; 2de série : code imprimeur M), mais elle émet aussi pour d'autres banques centrales.

## Sources
- (pt) Cet article est partiellement ou en totalité issu de l’article de Wikipédia en portugais intitulé « Valora » (voir la liste des auteurs).